# Südostdeutsche Fußballmeisterschaft 1906/07

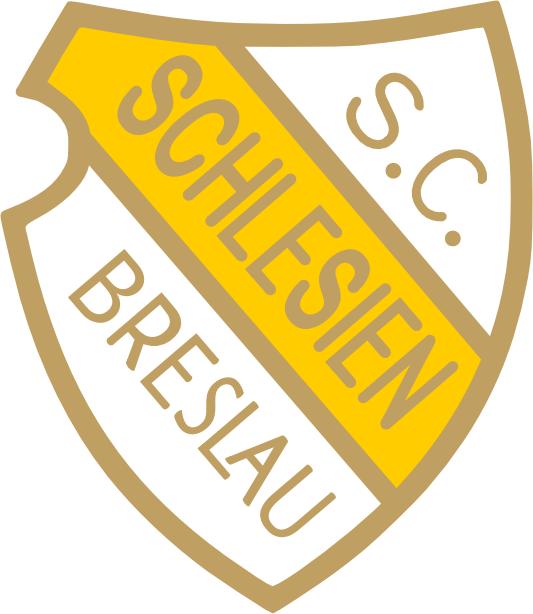
Emblem
des Südostdeutscher Meisters

Die südostdeutsche Fußballmeisterschaft 1906/07 war die erste Austragung der südostdeutschen Fußballmeisterschaft des Südostdeutschen Fußball-Verbandes (SOFV). Nach der Vereinigung des Verbandes Niederlausitzer Ballspiel-Vereine mit dem Verband Breslauer Ballspiel-Vereine erfolgte am 18. März 1906 die Gründung des SOFV. Die erste Meisterschaft wurde in vier regionalen Klassen ausgespielt, deren Sieger qualifizierten sich für die südostdeutsche Endrunde.
Die südostdeutsche Fußballmeisterschaft gewann der SC Schlesien Breslau durch einen 2:1-Erfolg über die TuFC Britannia Cottbus im Endspiel. Durch den Gewinn der Verbandsmeisterschaft qualifizierten sich die Breslauer für die deutsche Fußballmeisterschaft 1906/07, in der der Verein im Viertelfinale gegen Viktoria 89 Berlin mit 1:2 verlor und aus dem Wettbewerb ausschied.

## Modus
Die Fußballmeisterschaft wurde in diesem Jahr in vier regionalen 1. Bezirksklassen ausgespielt, deren Sieger für die Endrunde qualifiziert waren.
| Bezirk          | Bezirksmeister          |
| --------------- | ----------------------- |
| Breslau         | SC Schlesien Breslau    |
| Niederlausitz   | TuFC Britannia Cottbus  |
| Oberschlesien   | FC Preußen 05 Kattowitz |
| Niederschlesien | ATV Liegnitz            |

## Bezirksklasse I Breslau

### 1. Klasse
| Pl. | Verein               | Sp. | S | U | N | Tore    | Quote | Punkte |
| --- | -------------------- | --- | - | - | - | ------- | ----- | ------ |
| 1.  | SC Schlesien Breslau | 10  | 7 | 2 | 1 | 051:900 | 5,67  | 16:40  |
| 2.  | FC Breslau 98        | 10  | 6 | 1 | 3 | 029:210 | 1,38  | 13:70  |
| 3.  | SV Blitz Breslau     | 10  | 6 | 1 | 3 | 031:130 | 2,38  | 13:70  |
| 4.  | ATV Breslau (N)      | 10  | 5 | 1 | 4 | 019:260 | 0,73  | 11:90  |
| 5.  | SC Germania Breslau  | 10  | 3 | 0 | 7 | 015:470 | 0,32  | 06:14  |
| 6.  | SC Preußen Breslau   | 10  | 0 | 1 | 9 | 008:370 | 0,22  | 01:19  |

| (N) | Aufsteiger aus der 2. Klasse |

### 2. Klasse
| Pl. | Verein                  | Sp. | S | U | N | Tore    | Quote | Punkte |
| --- | ----------------------- | --- | - | - | - | ------- | ----- | ------ |
| 1.  | SV Blitz Breslau II     | 9   | 7 | 2 | 0 | 069:170 | 4,06  | 16:20  |
| 2.  | SC Schlesien Breslau II | 5   | 2 | 0 | 3 | 027:190 | 1,42  | 04:60  |
| 3.  | SV Corso Breslau a (N)  | 2   | 1 | 1 | 0 | 009:800 | 1,13  | 03:10  |
| 4.  | FC Breslau 98 II        | 1   | 1 | 0 | 0 | 004:200 | 2,00  | 02:0   |
| 5.  | SC Falke Breslau a (N)  | 2   | 0 | 0 | 2 | 003:200 | 0,15  | 0:40   |
| 6.  | ATV Breslau II b        | 3   | 0 | 0 | 3 | 000:210 | 0,00  | 0:60   |

| (N) | Aufsteiger |

## Bezirksklasse II Niederlausitz

### 1. Klasse
| Pl. | Verein                 | Sp. | S | U | N | Tore    | Quote | Punkte |
| --- | ---------------------- | --- | - | - | - | ------- | ----- | ------ |
| 1.  | TuFC Britannia Cottbus | 9   | 7 | 2 | 0 | 014:600 | 2,33  | 16:20  |
| 2.  | FV Brandenburg Cottbus | 9   | 7 | 1 | 1 | 021:600 | 3,50  | 15:30  |
| 3.  | FC Askania Forst (N)   | 9   | 5 | 0 | 4 | 011:120 | 0,92  | 10:80  |
| 4.  | FC Viktoria Forst      | 9   | 3 | 0 | 6 | 012:110 | 1,09  | 06:12  |
| 5.  | SC Alemannia Cottbus   | 9   | 1 | 1 | 7 | 005:150 | 0,33  | 03:15  |
| 6.  | SC Vorwärts Forst c    | 5   | 0 | 0 | 5 | 002:150 | 0,13  | 0:10   |

| (N) | Aufsteiger aus der 2. Klasse |

### 2. Klasse
| Pl. | Verein                        | Sp. | S | U | N | Tore    | Quote | Punkte |
| --- | ----------------------------- | --- | - | - | - | ------- | ----- | ------ |
| 1.  | FC Hohenzollern Forst         | 10  | 8 | 1 | 1 | 003:300 | 1,00  | 17:30  |
| 2.  | SC Viktoria Cottbus (A)       | 5   | 4 | 1 | 0 | 022:400 | 5,50  | 09:10  |
| 3.  | FV Brandenburg Cottbus II (N) | 3   | 2 | 0 | 1 | 007:500 | 1,40  | 04:20  |
| 4.  | FC Deutschland Forst          | 2   | 1 | 0 | 1 | 005:900 | 0,56  | 02:20  |
| 5.  | SC Union Cottbus              | 2   | 0 | 0 | 2 | 001:400 | 0,25  | 0:40   |
| 6.  | SC Preußen 1906 Cottbus (N)   | 3   | 0 | 0 | 3 | 001:140 | 0,07  | 0:60   |
| 6.  | FC Amicitia Forst d           | 0   | 0 | 0 | 0 | 000:000 | 1,00  | 0:0    |

| (N) | Aufsteiger aus der 2. Klasse / Neuling |

## Bezirksklasse III Oberschlesien
| Pl. | Verein                  | Sp. | S | U | N | Tore    | Quote | Punkte |
| --- | ----------------------- | --- | - | - | - | ------- | ----- | ------ |
| 1.  | FC Preußen 05 Kattowitz | 3   | 3 | 0 | 0 | 010:100 | 10,00 | 06:0   |
| 2.  | SC Germania Kattowitz   | 3   | 2 | 0 | 1 | 009:700 | 1,29  | 04:20  |
| 3.  | FC Ratibor 03           | 3   | 1 | 0 | 2 | 000:900 | 0,00  | 02:40  |
| 4.  | SC Diana Kattowitz      | 3   | 0 | 0 | 3 | 001:300 | 0,33  | 0:60   |

## Bezirksklasse IV Niederschlesien
| Pl. | Verein                  | Sp. | S | U | N | Tore    | Quote | Punkte |
| --- | ----------------------- | --- | - | - | - | ------- | ----- | ------ |
| 1.  | ATV Liegnitz            | 6   | 6 | 0 | 0 | 035:200 | 17,50 | 12:0   |
| 2.  | FC Blitz 03 Liegnitz    | 6   | 4 | 0 | 2 | 021:130 | 1,62  | 08:40  |
| 3.  | FC Viktoria 06 Liegnitz | 6   | 1 | 1 | 4 | 006:360 | 0,17  | 03:90  |
| 4.  | SC Germania Liegnitz    | 6   | 0 | 1 | 5 | 003:140 | 0,21  | 01:11  |

## Endrunde
Die Endrunde um die südostdeutsche Fußballmeisterschaft wurde in dieser Saison im K.-o.-System ausgetragen. Qualifiziert waren die Sieger der einzelnen Bezirksklassen. Mit dem Sieg über Britannia Cottbus konnten sich die Breslauer als Südostdeutscher Meister für die deutsche Fußballmeisterschaft 1906/07 qualifizieren.

### Qualifikationsrunde
| Datum         |              | Ergebnis |                         | Ort     |
| ------------- | ------------ | -------- | ----------------------- | ------- |
| 10. März 1907 | ATV Liegnitz | 5:1      | FC Preußen 05 Kattowitz | Breslau |

### Halbfinale
| Datum                                      |                        | Ergebnis |              |
| ------------------------------------------ | ---------------------- | -------- | ------------ |
| 17. März 1907                              | TuFC Britannia Cottbus | 3:2      | ATV Liegnitz |
| SC Schlesien Breslau erhielte ein Freilos. |                        |          |              |

### Finale
| Datum         |                      | Ergebnis |                        |
| ------------- | -------------------- | -------- | ---------------------- |
| 31. März 1907 | SC Schlesien Breslau | 2:1      | TuFC Britannia Cottbus |

## Quelle
- Udo Luy: Fußball in Süd-Ostdeutschland (Schlesien)  1893 – 1914., Kleinrinderfeld 2017
- Deutscher Sportclub für Fußball-Statistiken: Fußball in Schlesien 1900/01 – 1932/33, Herausgeber: DSfFS e. V., Berlin 2007.